# Поллак, Александр Александрович
Алекса́ндр Алекса́ндрович По́ллак (укр. Олександр Олександрович Поллак; 24 мая 1944, Берегсас, Королевство Венгрия) — советский футболист, защитник, мастер спорта СССР.

## Биография
Родился в венгерском городке Бергсас, который после окончания Второй мировой войны в составе Закарпатской области был присоединён к Украинской ССР и переименован в Берегово. Там же увлёкся футболом. В 16 летнем возрасте попал в поле зрение тренеров киевского «Динамо» и был приглашён в дублирующий состав. Но в киевской команде этническому венгру, не говорившему ни на русском, ни на украинском языках, было сложно адаптироваться и вскоре Поллак решил уехать домой. Вернувшись в Берегово, играл за местную команду мебельной фабрики, выступавшую на первенство области.
В 1961 году, молодого, крепкого защитника приметили тренеры черкасского «Колхозника», проводившего сборы на Закарпатье и пригласили в свой коллектив. В черкасской команде мастеров Поллак провёл три года, выучил русский язык. В 1964 году перешёл в «Спартак» Белгород, где отыграл два сезона, после чего принял приглашение николаевского «Судостроителя», который тренировал известный в прошлом защитник киевского «Динамо» Абрам Лерман. Команда в 1966 году получила право выступать во второй группе класса «А», где команда заняла лишь 15 место среди 18 коллективов своей подгруппы.
Играя в «Судостроителе», Поллак своей игрой привлёк внимание тренеров донецкого «Шахтёра» и вскоре перешёл в команду, где тренировавший команду Олег Ошенков сразу же доверил Поллаку место в стартовом составе. Дебютировал в элитном дивизионе 6 апреля 1968 года, в поединке «Шахтёр» — «Зенит» — 0:2, отыграв полный матч. Несмотря на поражение горняков, игра правого защитника получила хорошие отзывы. В послематчевом обзоре газета «Комсомолец Донбасса» писала:
Уместно отметить уверенную, чёткую игру дебютанта нашей команды защитника Александра Поллака. Ему по сути довелось вести единоборство с капитаном зенитовцев, опытнейшим форвардом Львом Бурчалкиным. И единоборство это выиграл дебютант
В дальнейшем игравший под вторым номером Поллак стал твёрдым игроком стартового состава и по итогам сезона был включён в список «33 лучших футболистов УССР», утверждённый республиканской Федерацией футбола. В июле 1970 года новым наставником стал Артём Фальян, который взялся за значительное обновление состава. Поллак вынужден был покинуть клуб, вернувшись в «Судостроитель». Но сыграв за николаевскую команду несколько матчей, перебрался в ждановский «Азовец», игравший под руководством Владимира Салькова. В следующем сезоне, после реформирования чемпионата, команда сменила название на «Металлург» и уже под руководством Юрия Захарова продолжила выступать в новообразованной второй лиге. Доиграв сезон за приазовцев, Поллак решил вернуться на малую родину — в Закарпатье, где выступал за ужгородскую «Говерлу».
В 1973 году был приглашён в «Металлист» возглавившим харьковскую команду и ранее работавшим в донецком «Шахтёре» Юрием Войновым. В Харькове собрался молодой коллектив, и для становления команды нужны были опытные футболисты. Одним из таких игроков стал Поллак, начинавший играть за харьковчан на позиции правого защитника а затем, вместе с другим ветераном команды — Виктором Аристовым, составил пару защитников, «цементировавшую» оборону команды. Официальный дебют Поллака состоялся 4 марта 1973 года в матче 1/32 финала Кубка СССР «Металлист» — «Кузбасс» — 0:0, а через месяц — 9 апреля, защитник дебютировал за команду и в чемпионате, сыграв в домашнем матче против «Текстильщика» из Иваново. По итогам сезона «Металлист» покинул первую лигу. В 1974 году Поллак был избран капитаном команды, которая заняла в первенстве второе место и успешно сыграв в переходном турнире, снова вернула себе место в перволиговом турнире. В 1976 году Поллак принял решение завершить активную игровую карьеру.
Работал на одном из предприятий Харькова, затем многие годы работал детским тренером. С 1998 года стал работать на стадионе «Турбинист», принадлежащий заводу «Турбоатом», где тренировал заводские коллективы, потом стал отвечать за аренду спортзалов и футбольного поля.

## Семья
Женат, супруга — Валентина Александровна.